# Paolo Bartolomeo Clarici
Paolo Bartolomeo Clarici (Ancona, 6 giugno 1664 – Padova, 25 dicembre 1725) è stato un cartografo e botanico italiano.

## Biografia

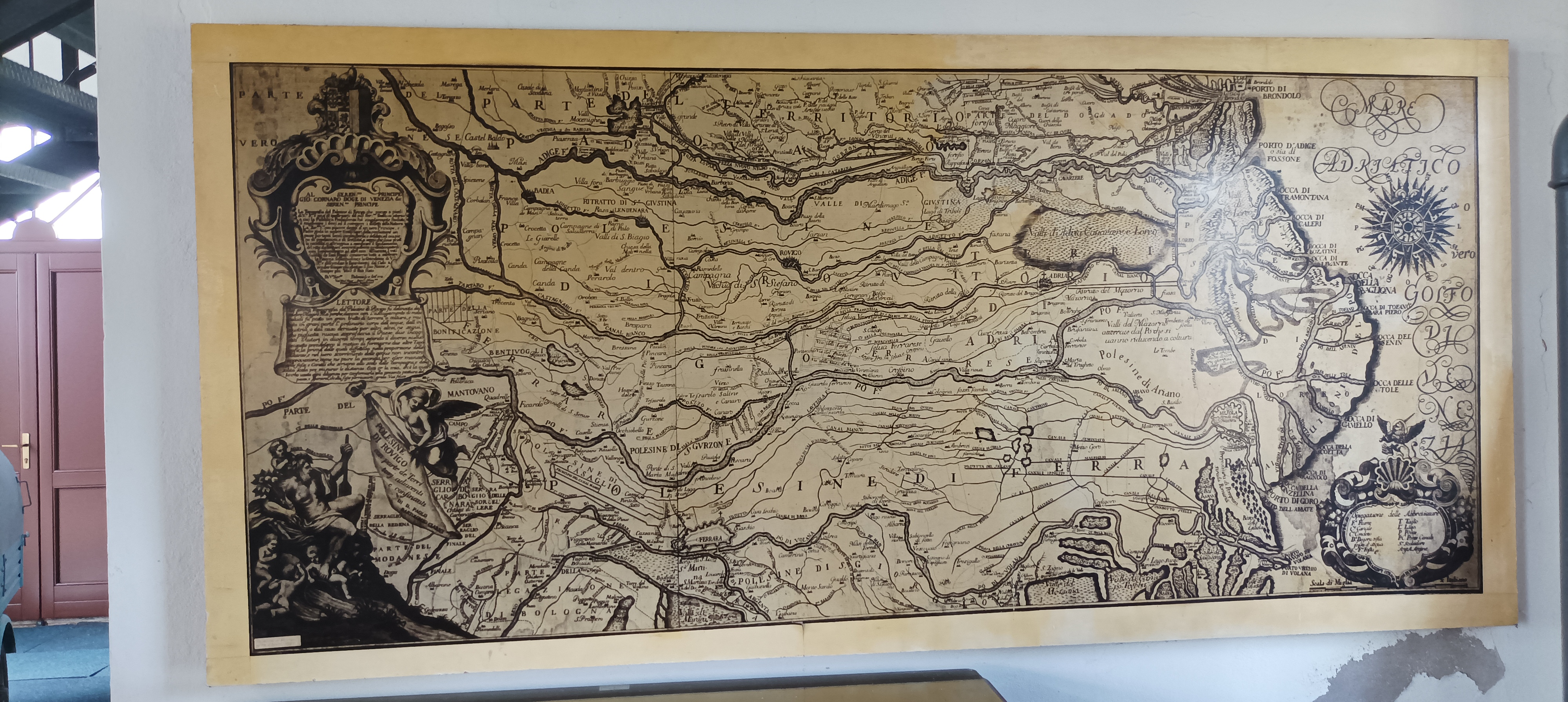
Il Polesino di Rovigo, mappa del Polesine realizzata da Clarici nel 1721, riproduzione esposta presso il Septem Mària Museum di Adria.

Figlio di Antongirolamo e Michelangela de' Vignai, in giovane età lasciò la città natale per stabilirsi a Roma, dove studiò arti liberali e scienze divine al collegio Nazareno. A ventitré anni si trapiantò a Padova dove si guadagnò da vivere facendo il mercante, pur senza trascurare la sua propensione allo studio e al disegno delle mappe geografiche. Nella città veneta sviluppò, inoltre, l'interesse per il mondo vegetale, certamente favorito dalla presenza del notissimo orto botanico.
Nella maturità entrò nelle grazie del cardinale e vescovo di Padova Giorgio Corner che a cinquantatré anni lo consacrò sacerdote. Fu lui a richiedergli una carta della diocesi di Padova (1720), mentre l'anno successivo, su commissione del fratello del prelato, il doge Giovanni II Corner, realizzò la topografia del Polesine e di Rovigo. La prima riscosse notevole successo, come dimostrato da un articolo comparso nel Giornale de' letterati nel 1722. Ancora per il cardinale dipinse due quadri per la sala di udienza del palazzo vescovile, l'uno raffigurante la diocesi di Padova, l'altro le località soggette al vescovado (oggi dispersi).Successivamente entrò al servizio di un nuovo mecenate, il procuratore di San Marco Gerardo Sagredo il quale, appassionato di giardini, gli commissionò degli studi di ambito botanico.
Verso la fine della sua esistenza fu a Udine al seguito di un altro fratello del cardinale Corner, Federico, che ricopriva la carica di luogotenente del Friuli. In quella città fu membro dell'Accademia degli Sventati e scrisse alcune opere di argomento storico e geografico che tuttavia non furono pubblicate. Venne stampata solo una Tavola geografica di tutte le strade e contadi che portano dal Veneto Dominio in Germania indirizzata all'ambasciatore veneto presso l'imperatore.
Il suo lavoro principale è tuttavia l'Istoria e coltura delle piante che sono pe'l fiore più ragguardevoli, e più distinte per ornare un giardino in tutto il tempo dell'anno con un copioso Trattato degli agrumi, curato dal fratello Domenico Maria e pubblicato postumo nel 1726. Il volume è il frutto delle ricerche botaniche svolte dal Clarici; si divide in quattro parti riguardanti rispettivamente la struttura e la storia del giardino, la tecnica delle coltivazioni, la storia delle piante, gli agrumi. L'opera contiene fra l'altro un'incisione (di Francesco Zucchi su disegno di Giovanni Filippini) della demolita villa Sagredo di Marocco: in essa è rappresentato anche il magnifico giardino all'italiana annesso al palazzo, di cui il Clarici fu curatore.
L'Istoria riscosse grande interesse tra i contemporanei (Scipione Maffei, Giampietro Bergantini) sino agli inizi dell'Ottocento (Bartolommeo Gamba, Nicola Francesco Haym, Giannantonio Moschini).